# Gavaudun
Gavaudun (en francès Gavaudun) és un municipi francès situat al departament d'Òlt i Garona i a la regió de la Nova Aquitània.

## Demografia
| 1962                                       | 1968 | 1975 | 1982 | 1990 | 1999 | 2007 |
| ------------------------------------------ | ---- | ---- | ---- | ---- | ---- | ---- |
| 232                                        | 276  | 256  | 269  | 287  | 316  | 286  |
| Des de 1962: població sense dobles comptes |      |      |      |      |      |      |

## Administració
| Període   | Identitat         | Partit |
| --------- | ----------------- | ------ |
| 1977-2001 | Maurice Caumières | PS     |
| 2001-2008 | Jacques Austruy   |        |
| 2008-     | Eric Congé        | PS     |